# Chrám svatého Jana Křtitele (Kolín)
Chrám svatého Jana Křtitele v Kolíně leží nedaleko nového mostu přes Labe. Je užíván pravoslavnou církví, která ho má již od 50. let 20. století pronajatý od římskokatolické církve. Je chráněn jako kulturní památka České republiky.

## Historie
Kostel vznikl na rozhraní 13. a 14. století při cestě z Kolína do Kutné Hory. Stál na hřbitově nedaleko bývalého špitálu. V minulosti byl několikrát opravován, v 19. století potom prošel rozsáhlou barokní přestavbou. V této době byla pravděpodobně odstraněna i vížka nad kněžištěm. Kostel přestala katolická církev využívat a pronajímala ho jiným církvím. Od 50. let 20. století dodnes je využíván pravoslavnou církví. Návštěvnost pravoslavných bohoslužeb se zvýšila zejména s příchodem ruských občanů do Kolína na počátku 21. století.

## Popis
Chrám stojí nedaleko a Masarykova mostu přes řeku Labe. Dříve stával na vyvýšeném místě, vlivem stavebních úprav je nyní částečně pod úrovní terénu.
Jedná se o jednolodní orientovanou kamennou omítnutou stavbu, nyní bez věže. Kněžiště je pravoúhlé o rozměrech 5,42 × 4,3 metru, se stropem s křížovou klenbou. V jižní zdi je zazděné gotické okno, ve východní straně je původní gotické okno. Vítězný oblouk je lomený.
Kostel je vyzdoben ve stylu baroka, nyní s pravoslavnými ikonami, včetně ikonostasem odděleného kněžiště. Stropní fresky zobrazují výjevy ze života svatého Jana Křtitele, napomínání Heroda a stětí Jana Křtitele.
Socha Jana Křtitele, umístěná v průčelí kostela, je velmi poškozena.

## Hřbitov
Kostel stojí na bývalém hřbitově, zrušeném roku 1882. Obelisk byl vztyčen nad hromadným hrobem pruských vojáků z prusko-rakouské války roku 1866.

## Galerie

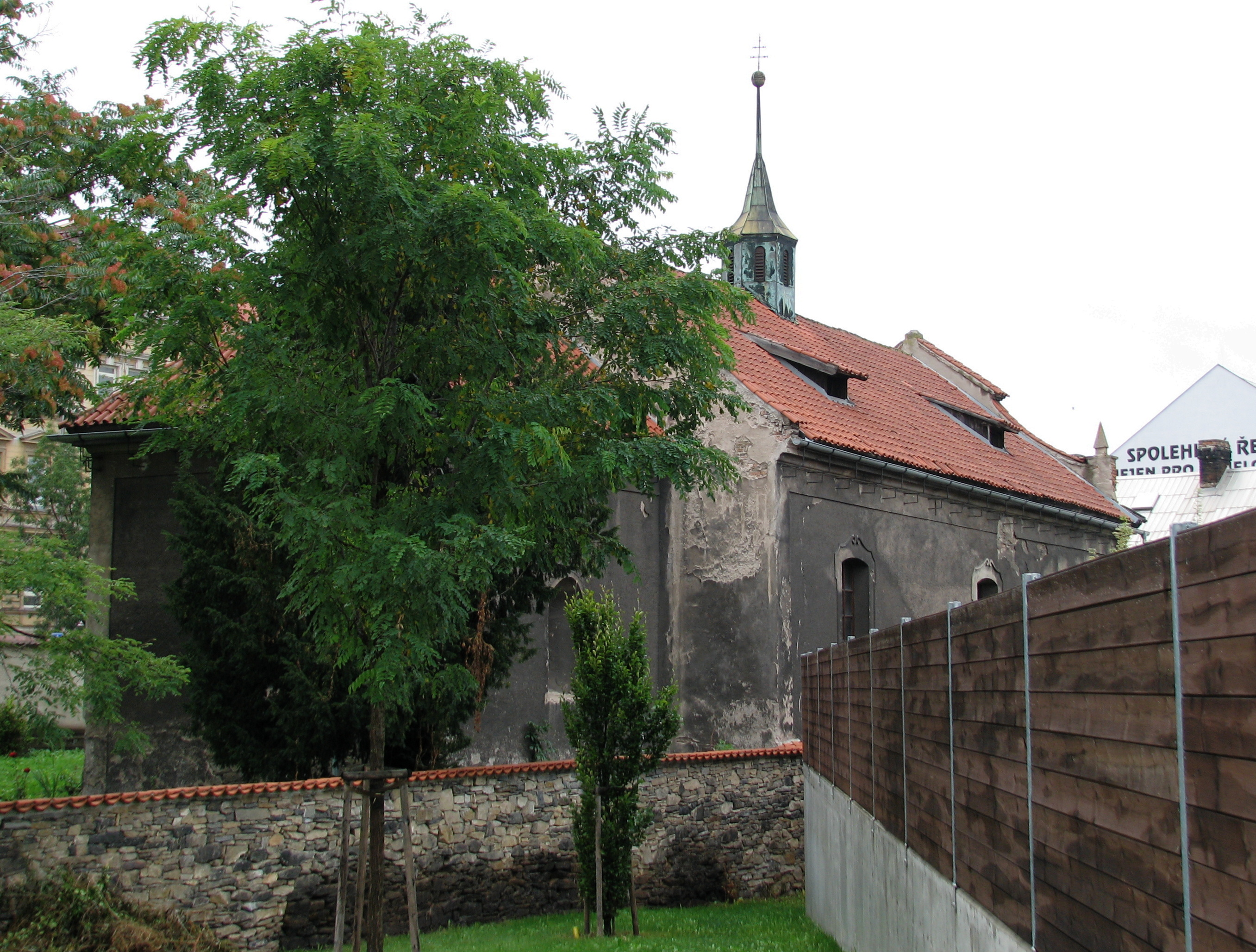
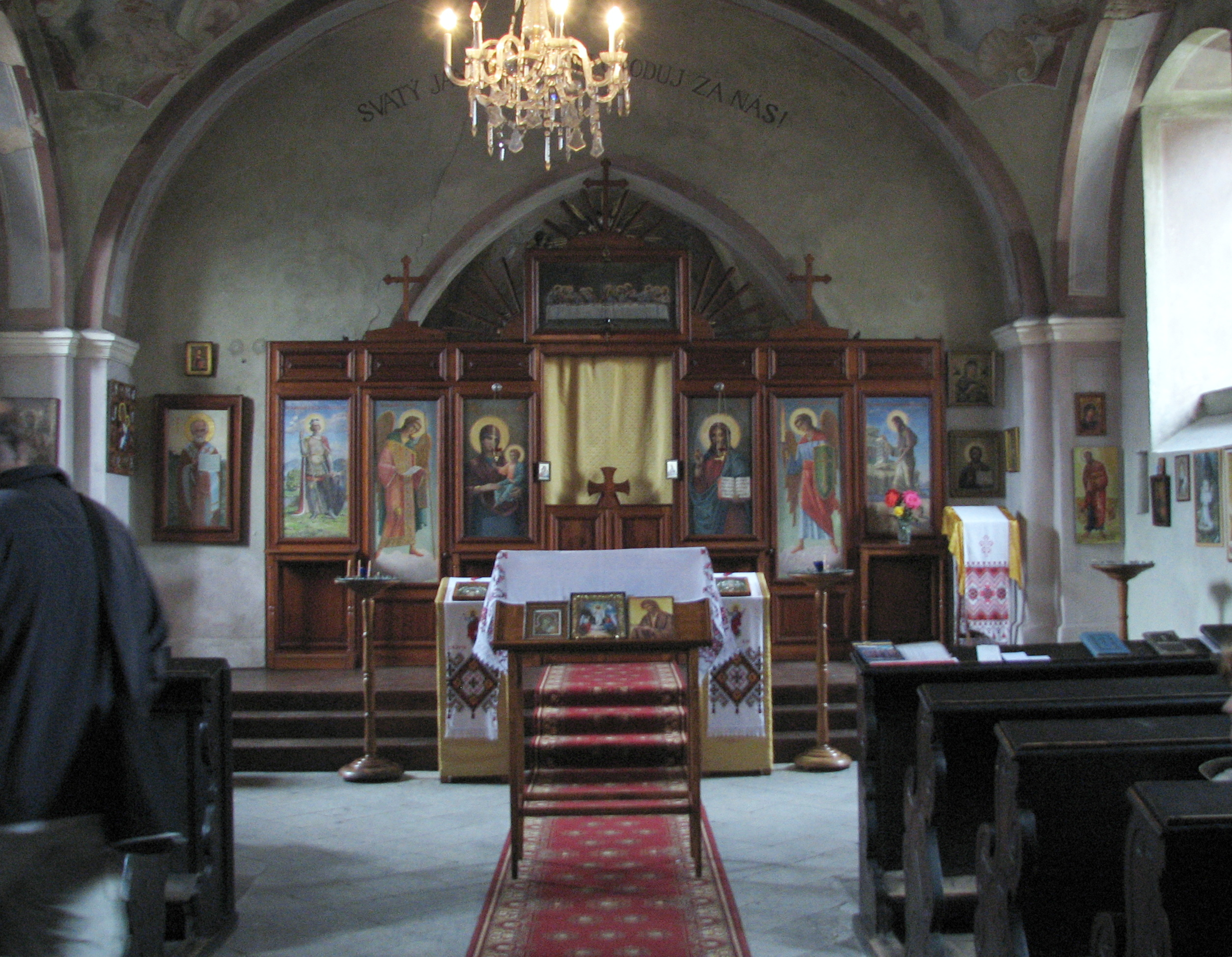
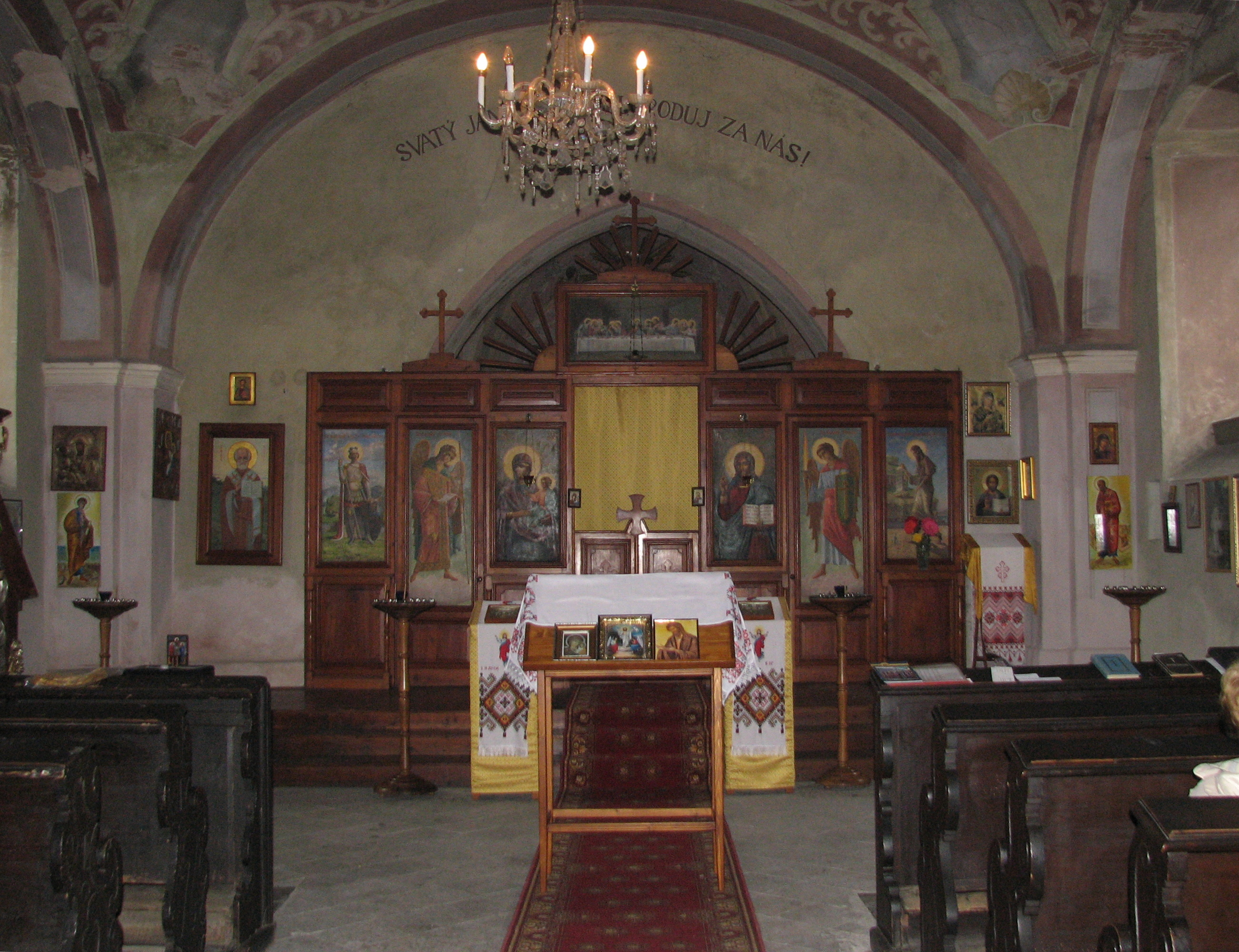
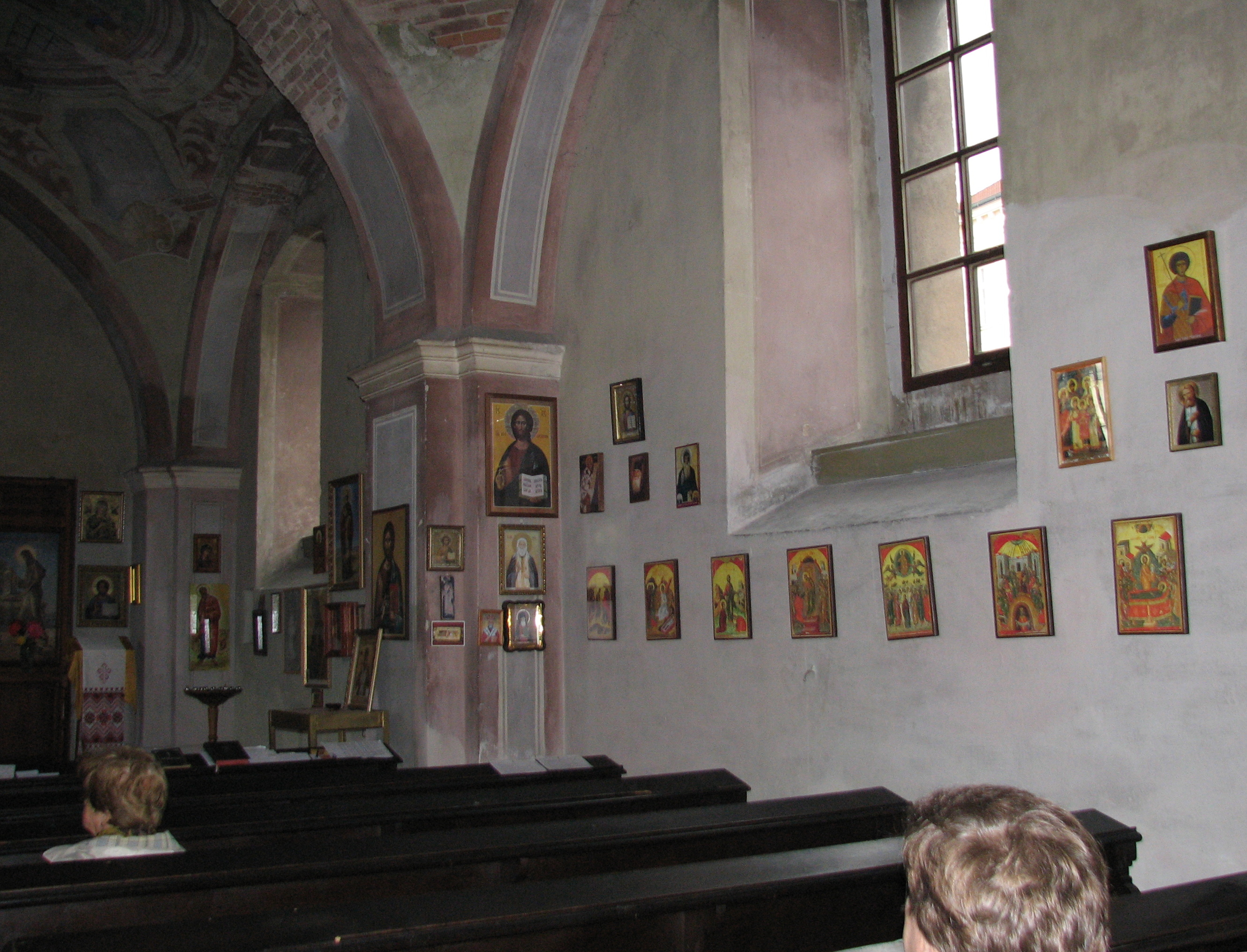
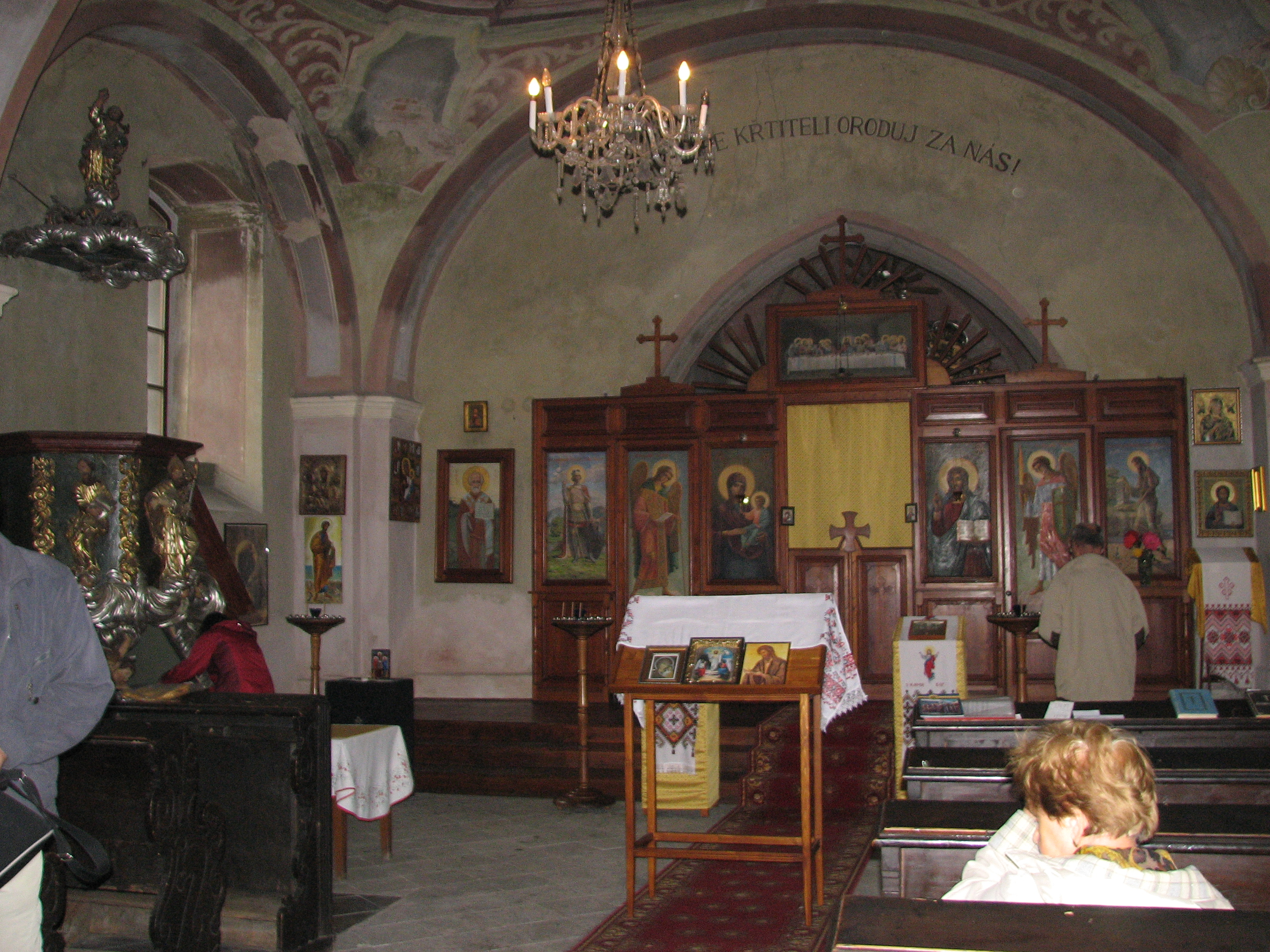
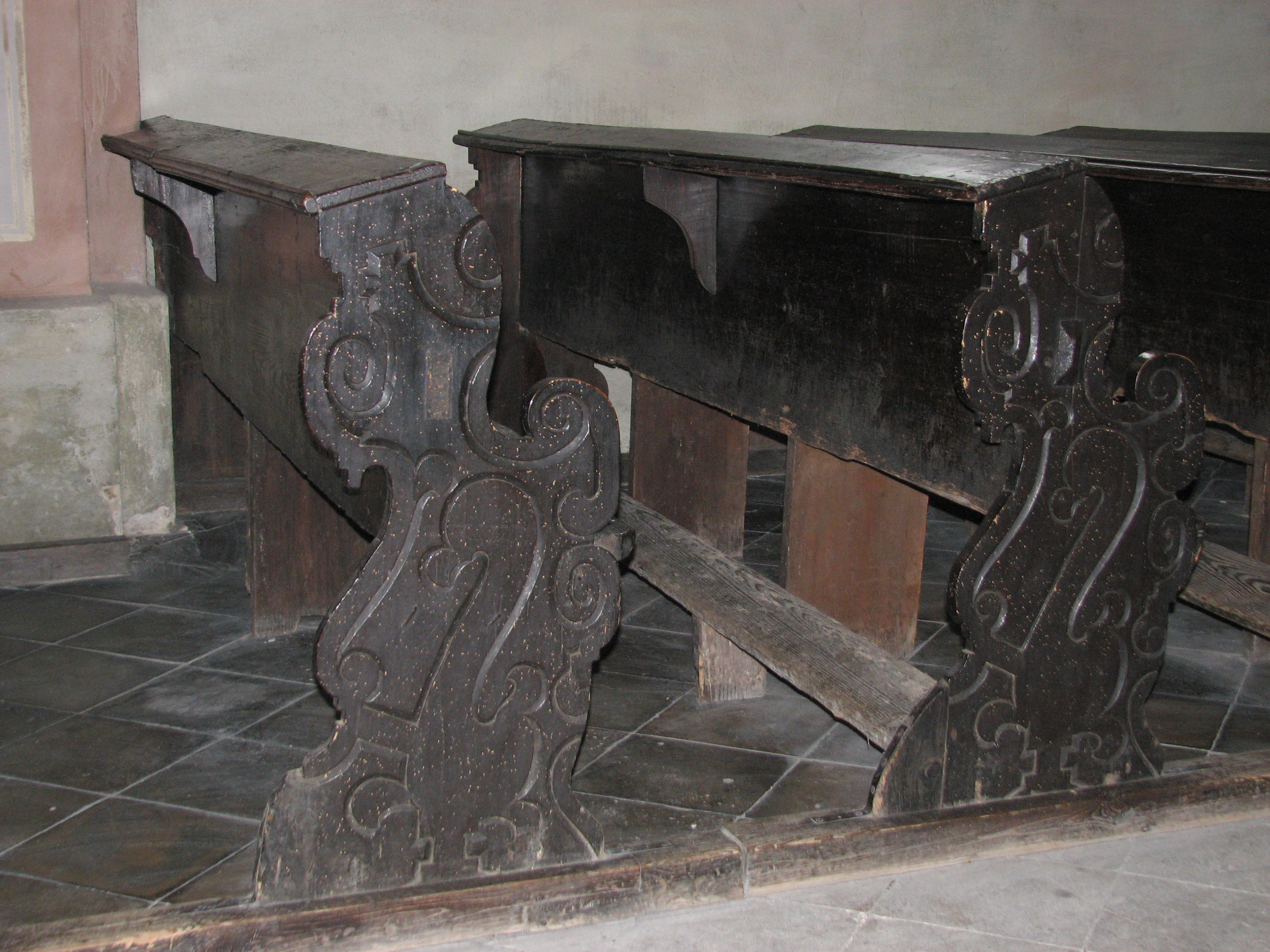
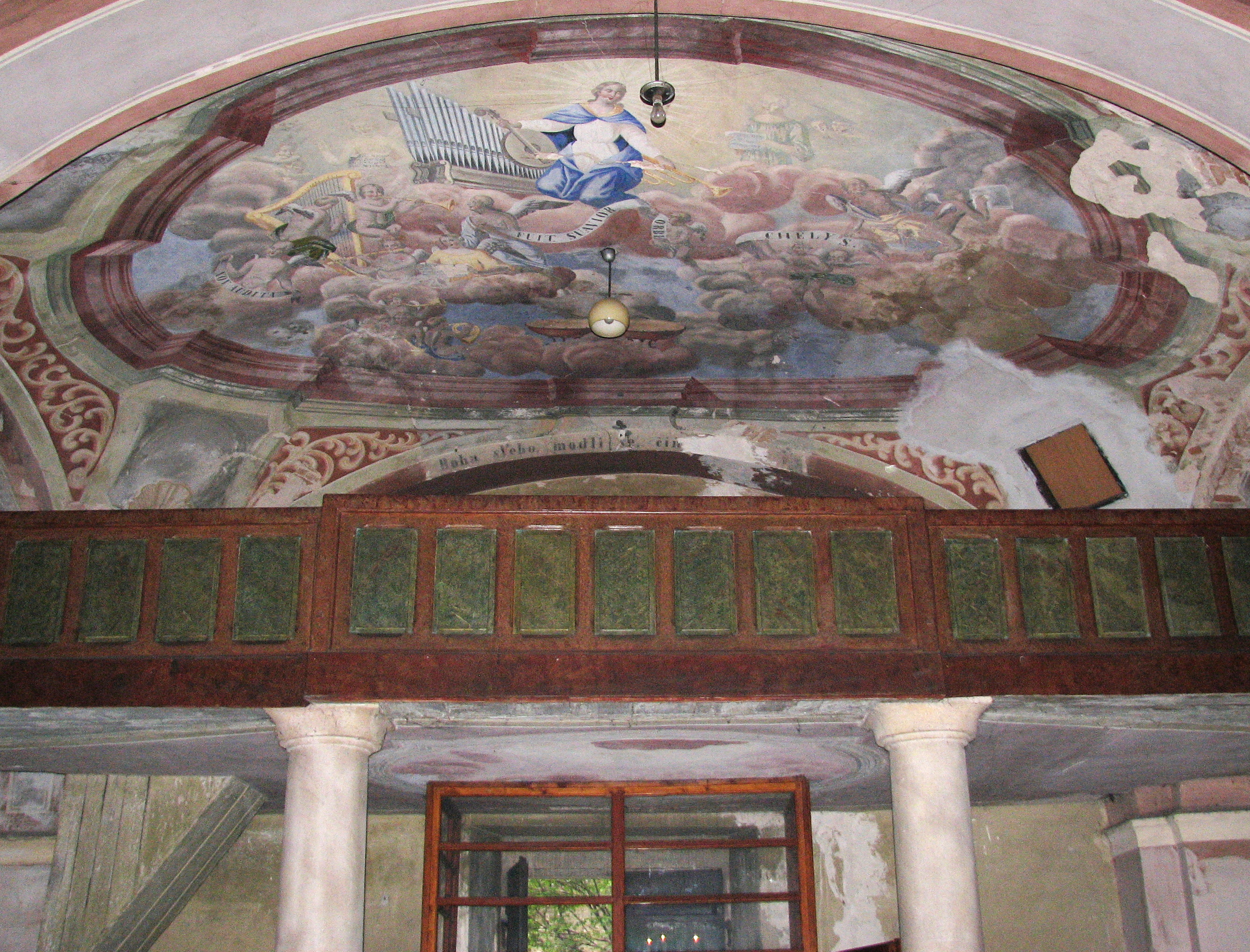
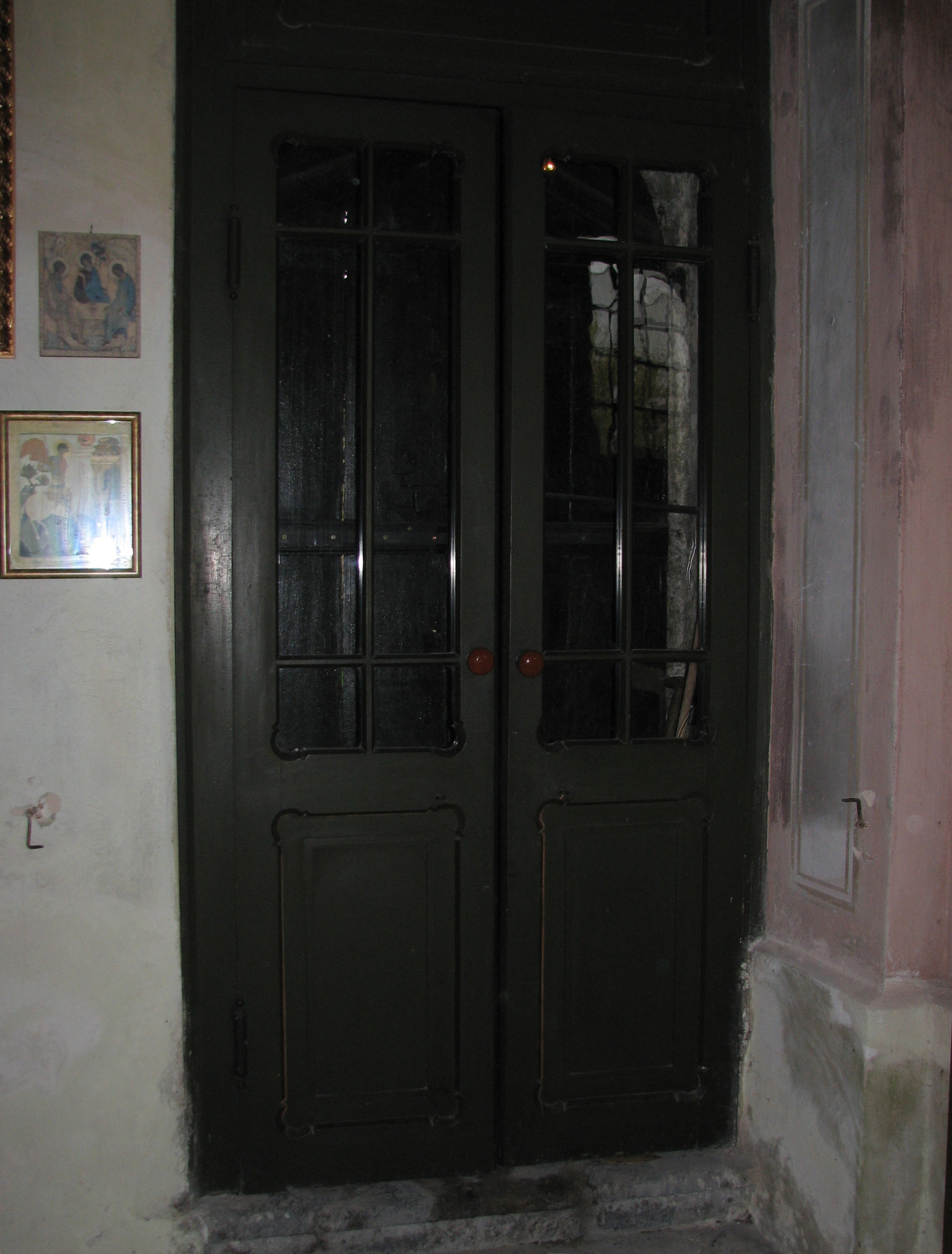
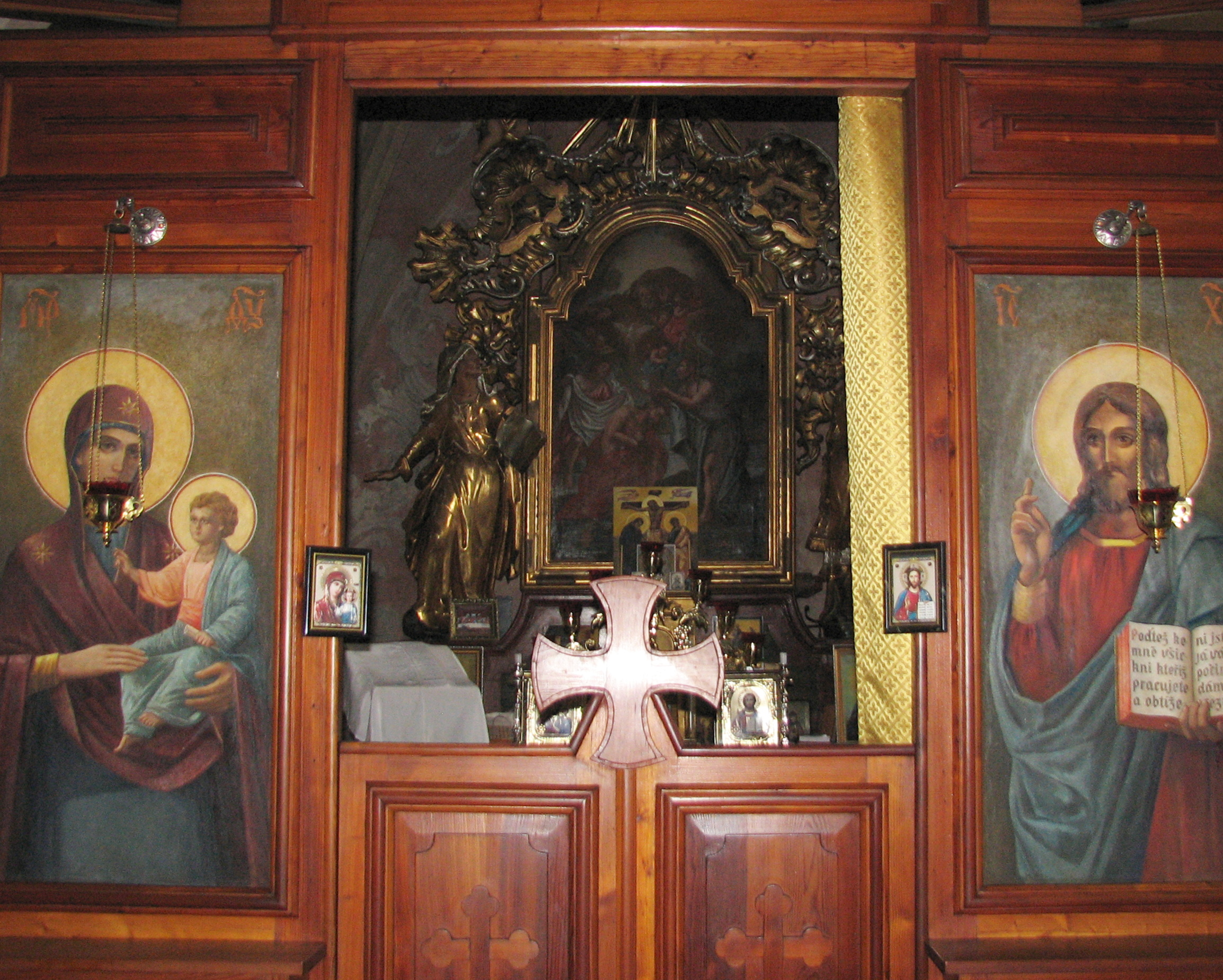
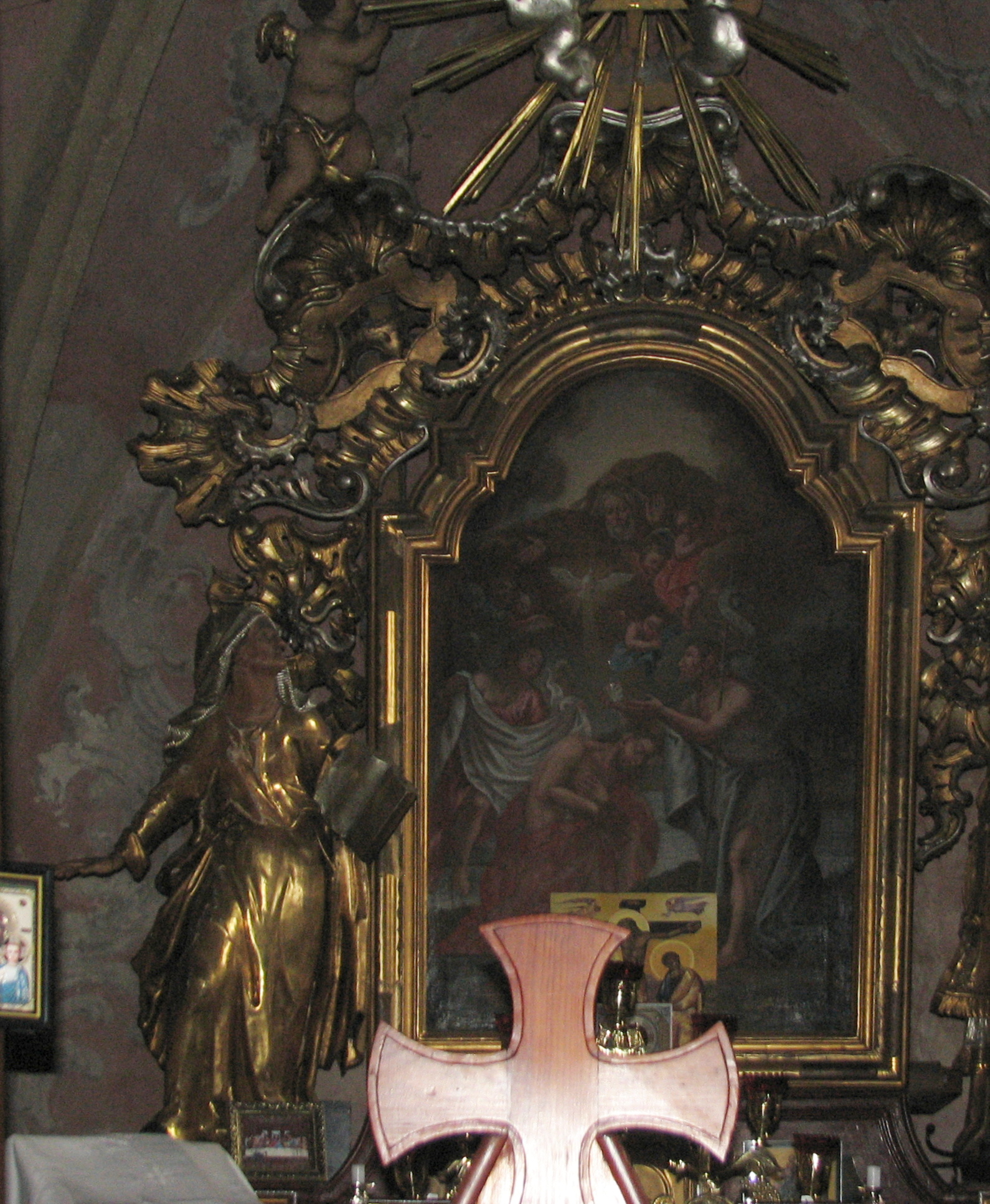
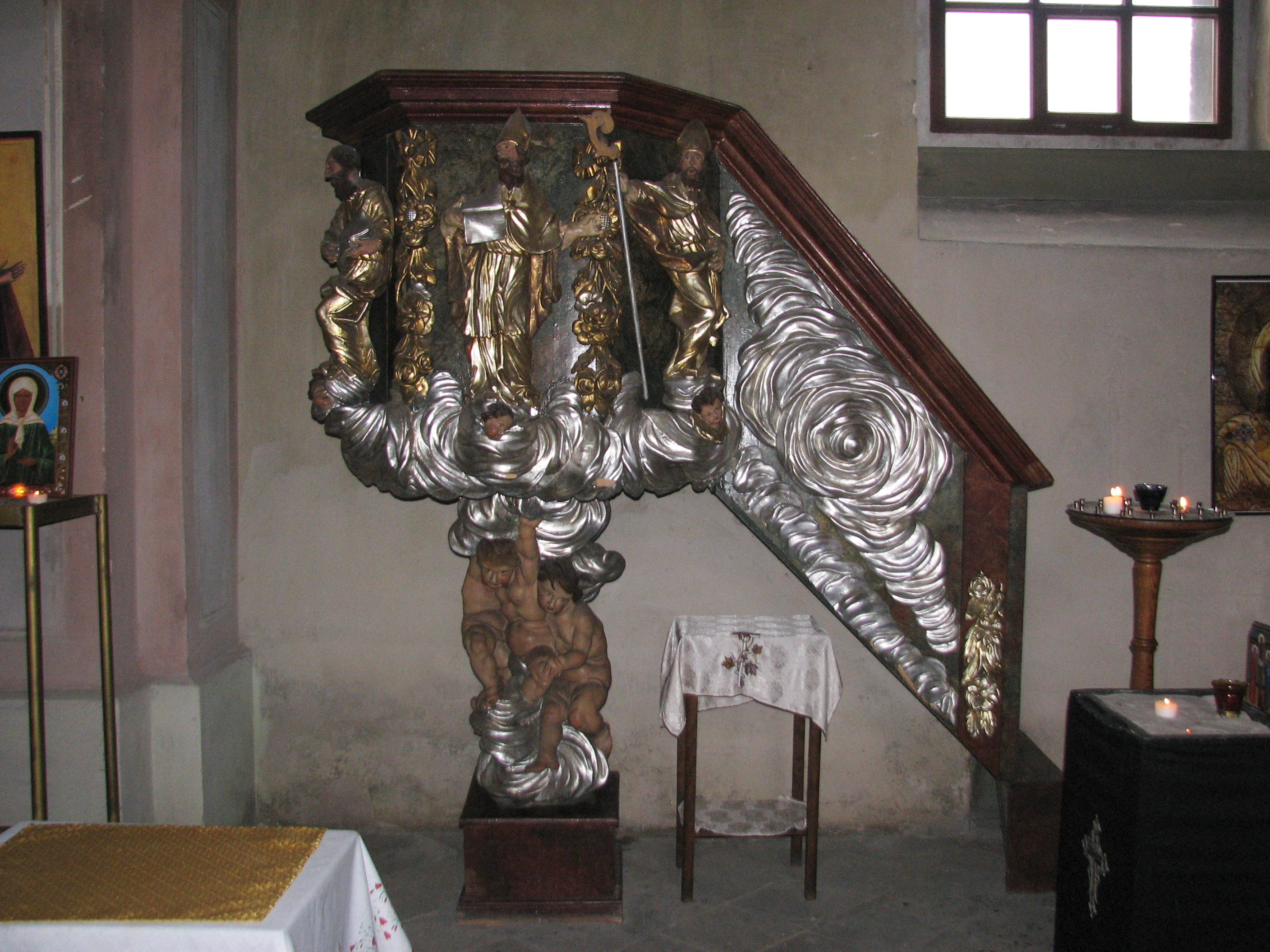
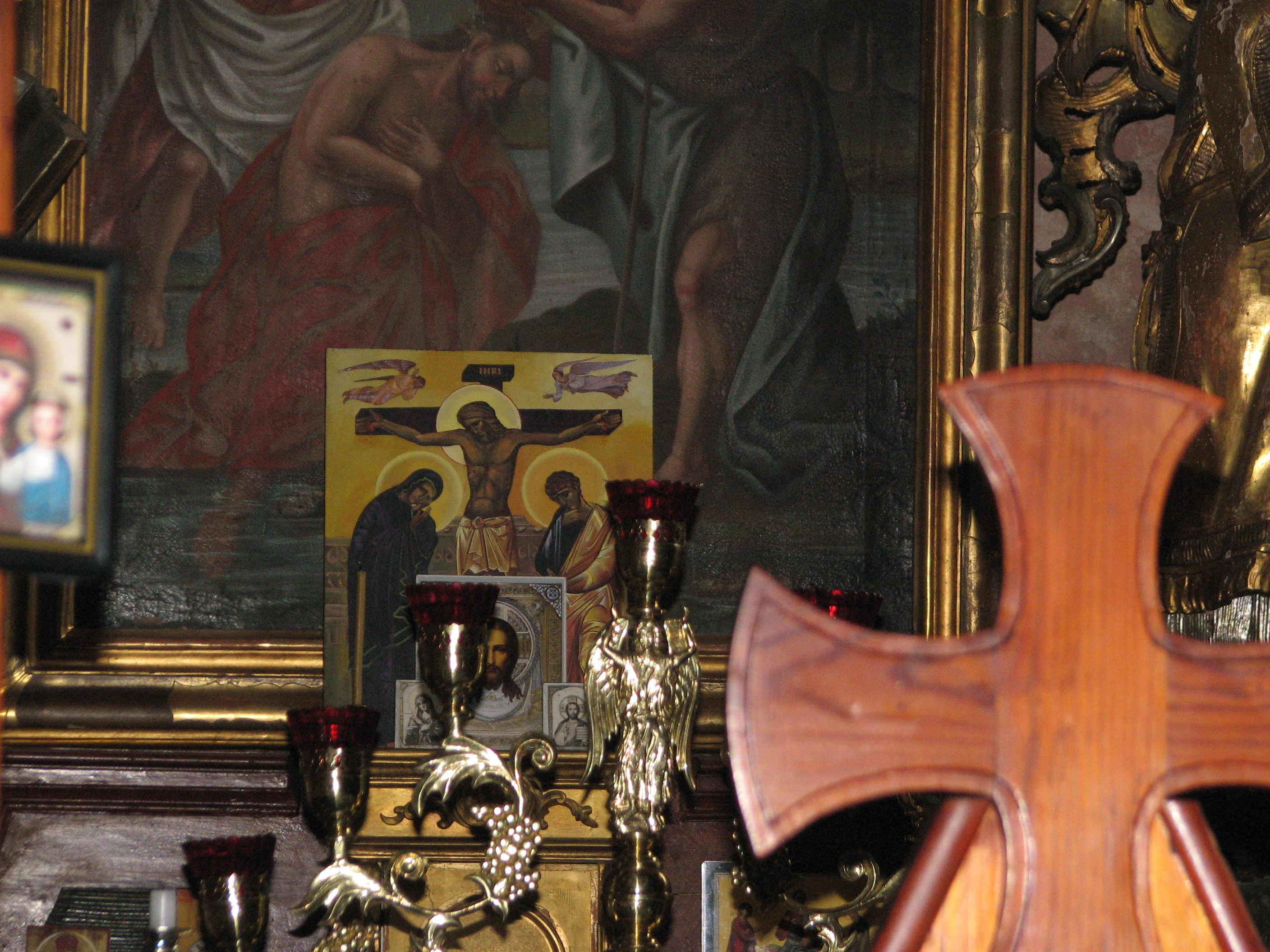
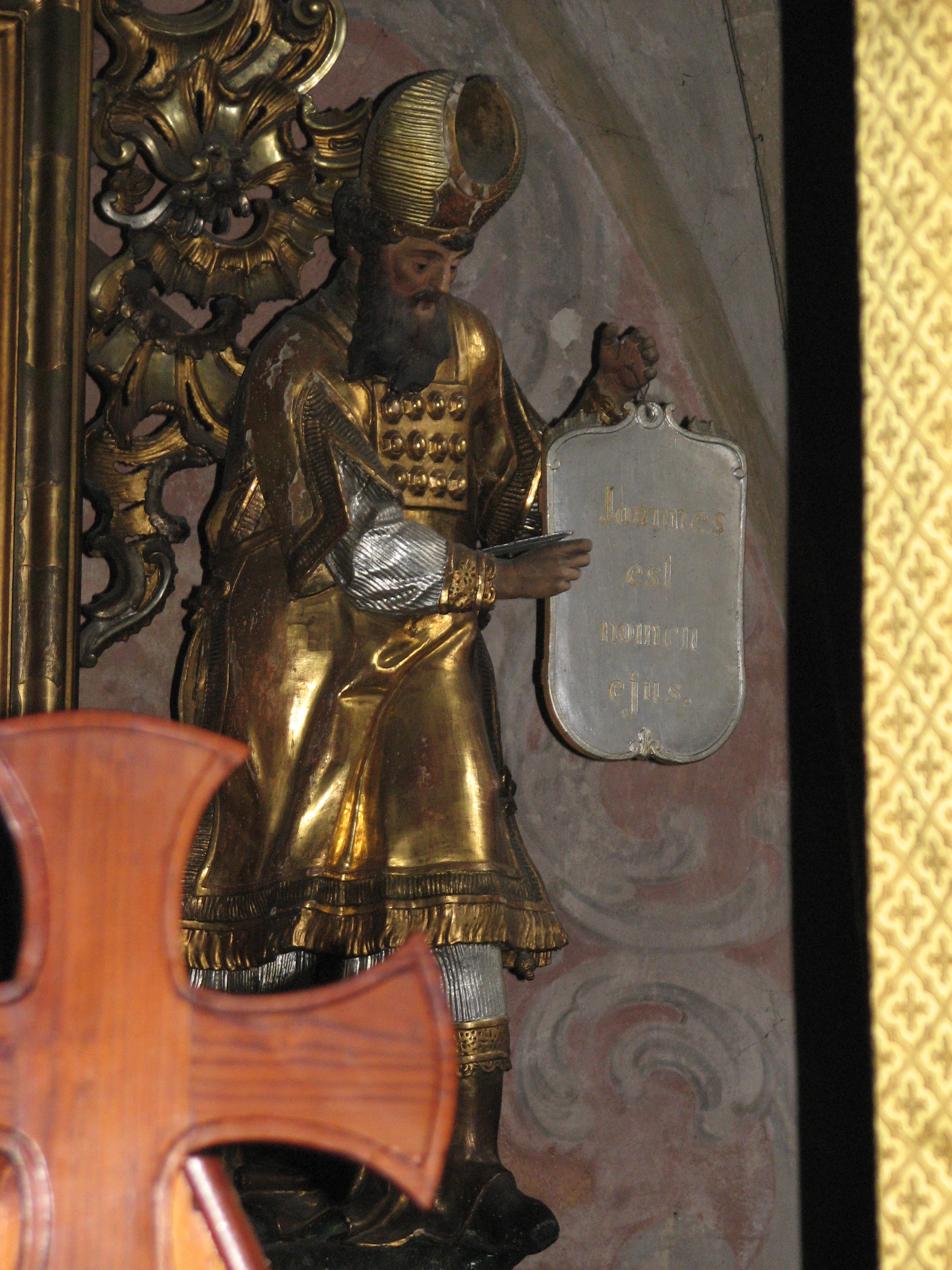
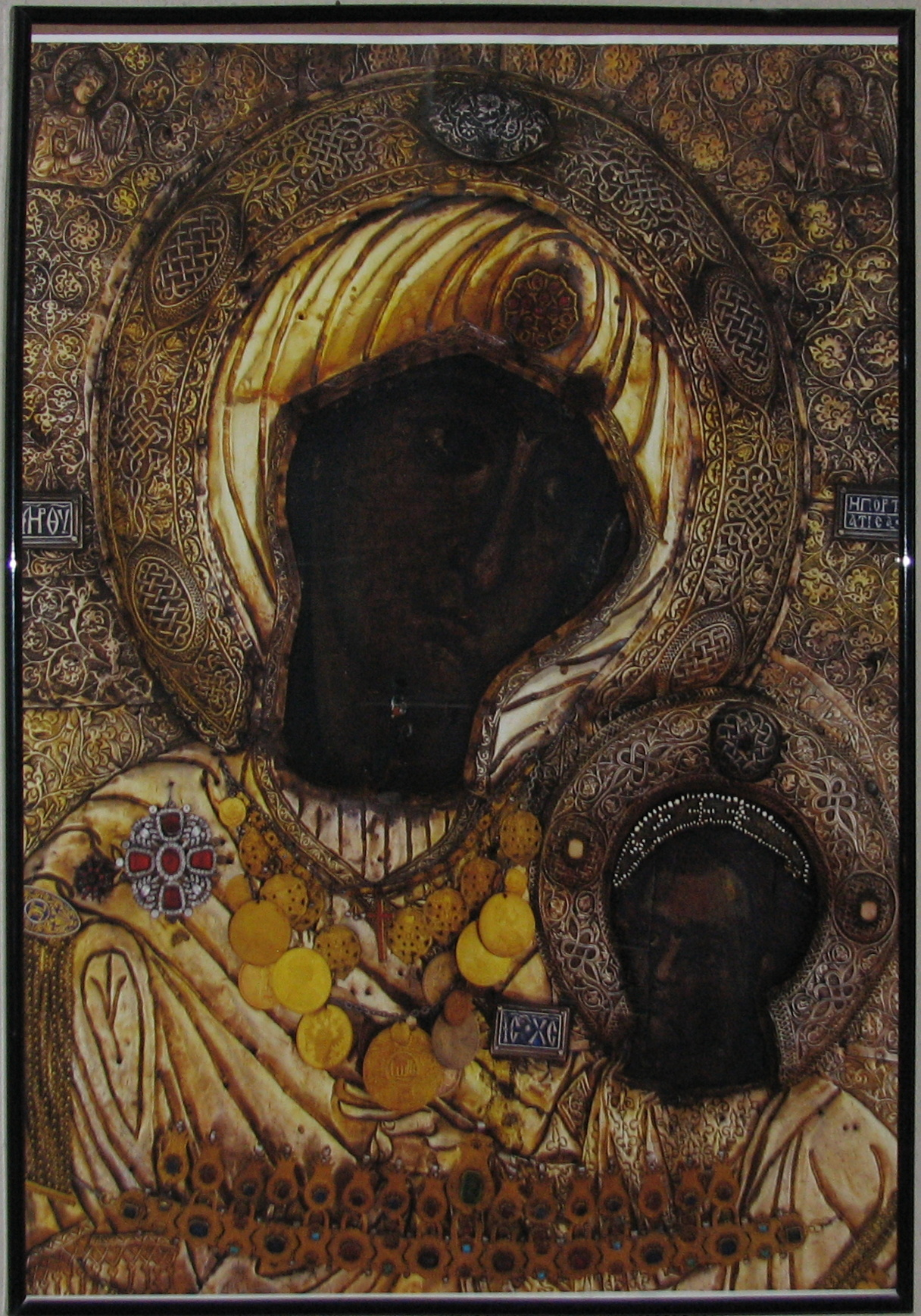
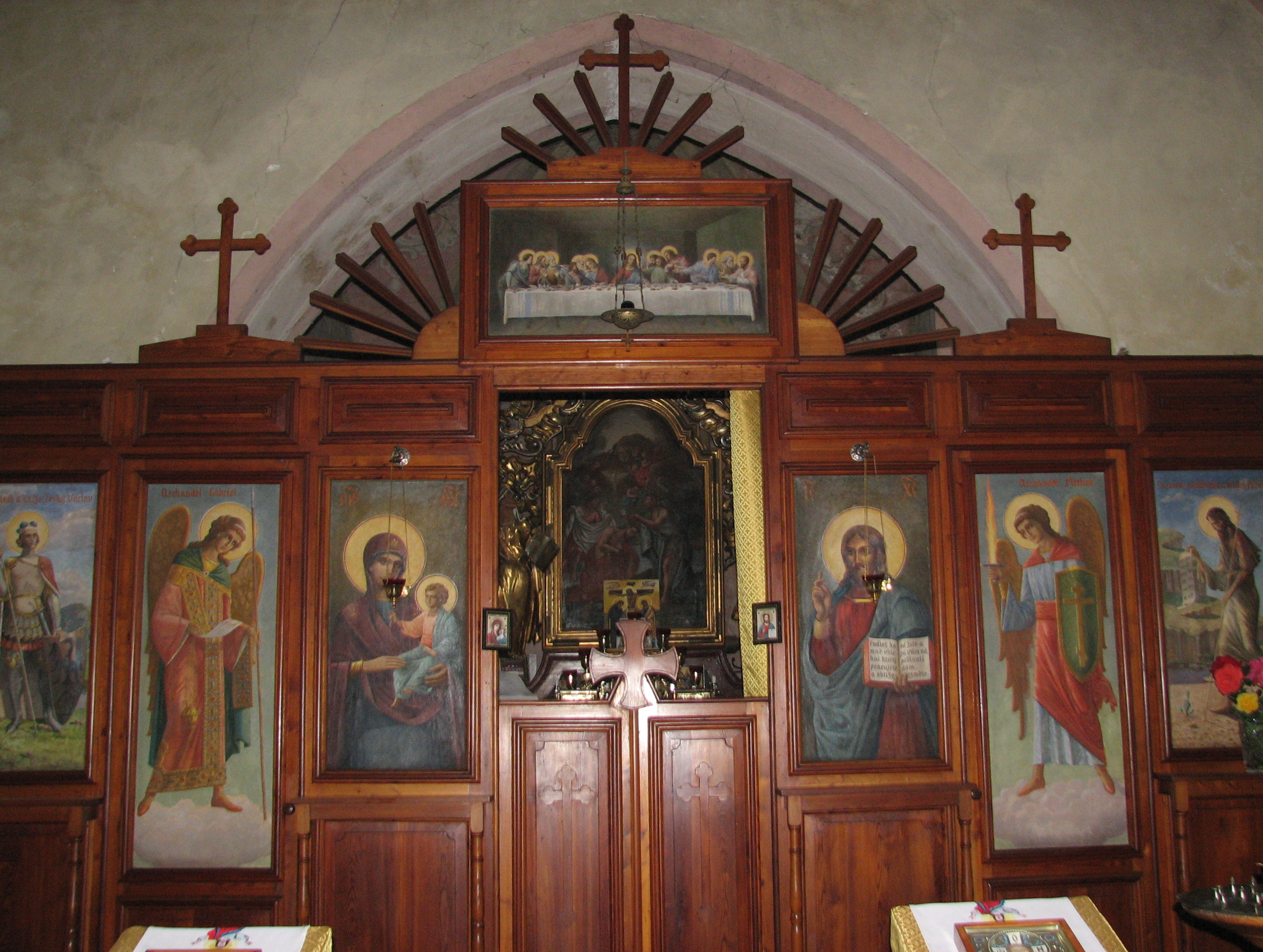
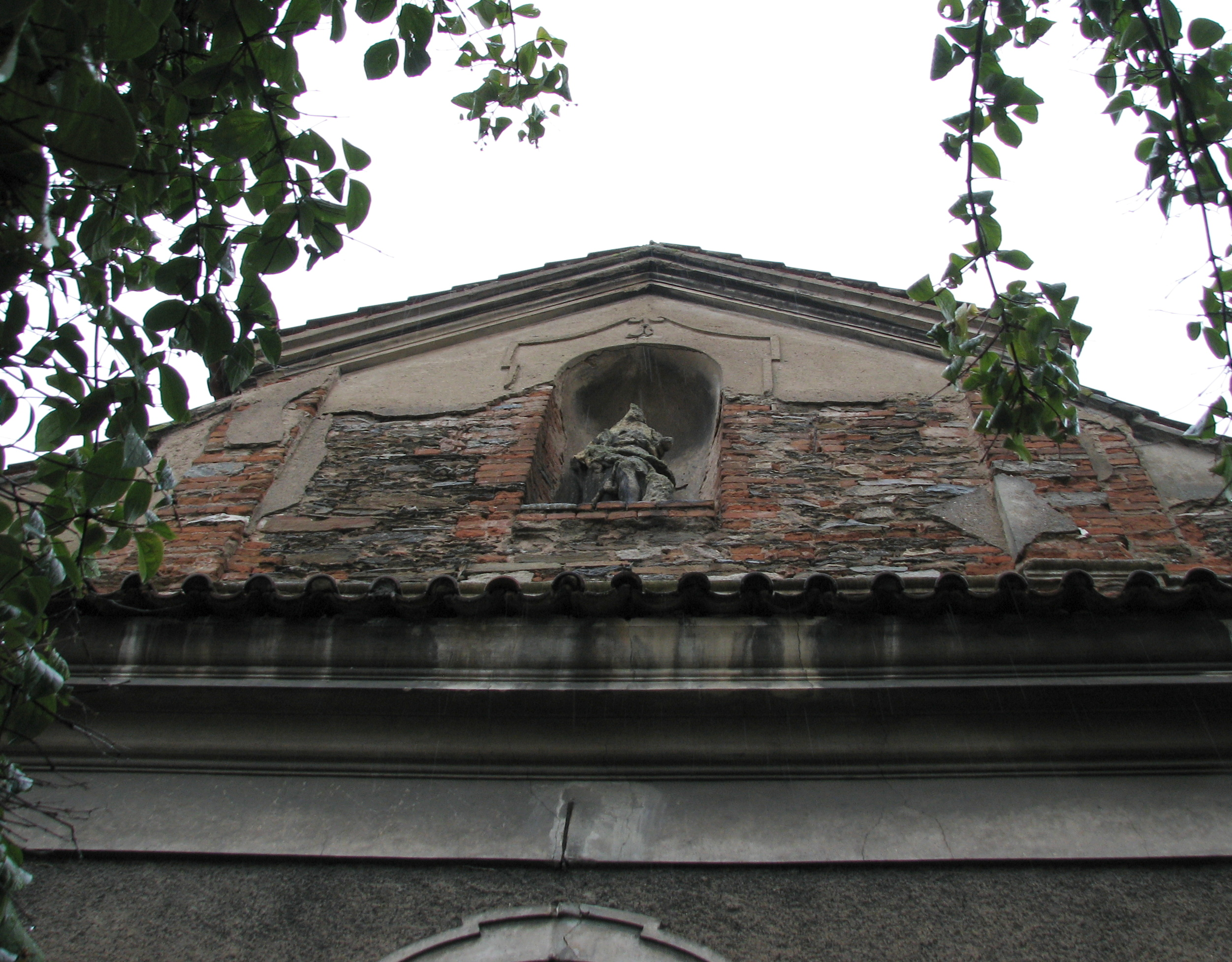
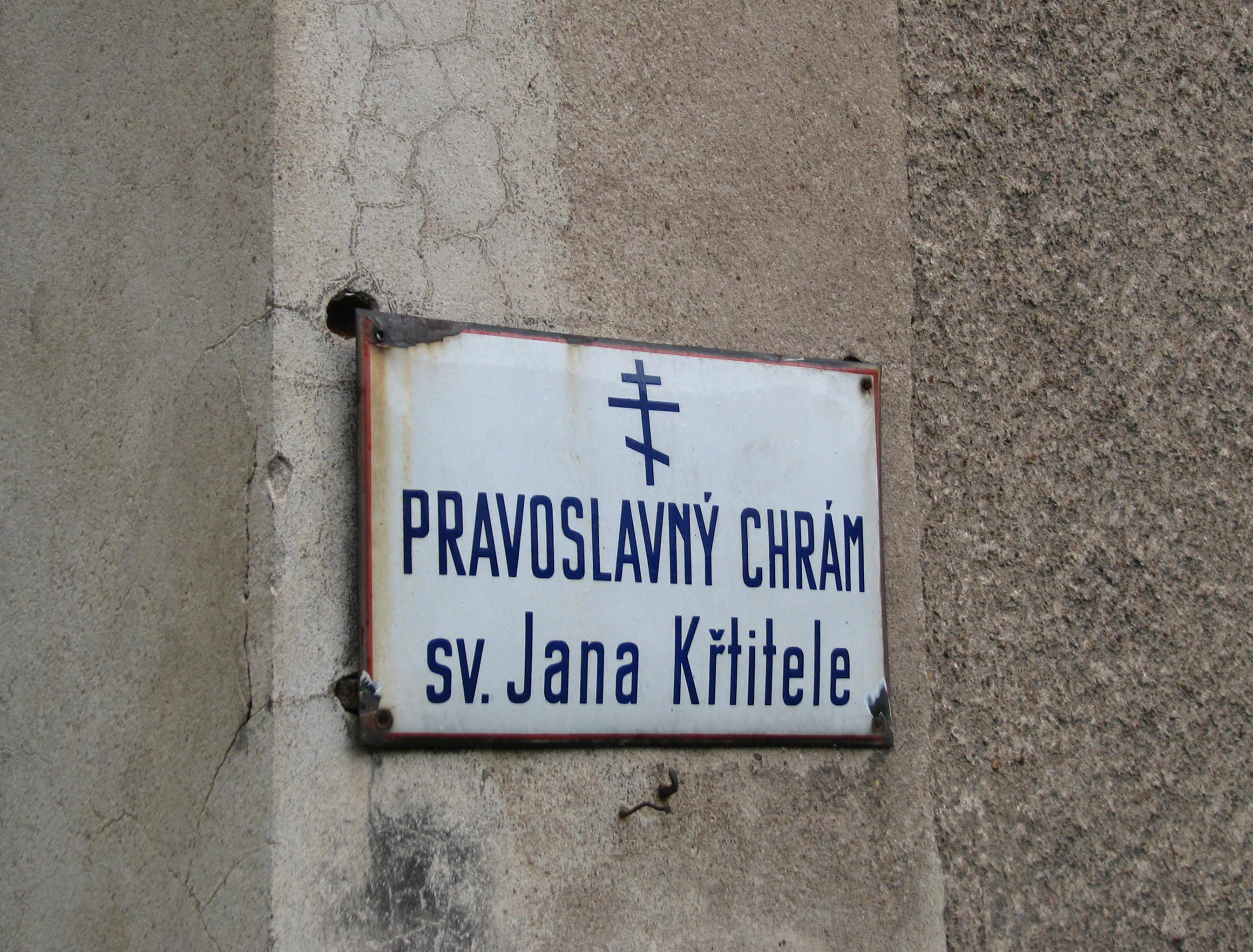
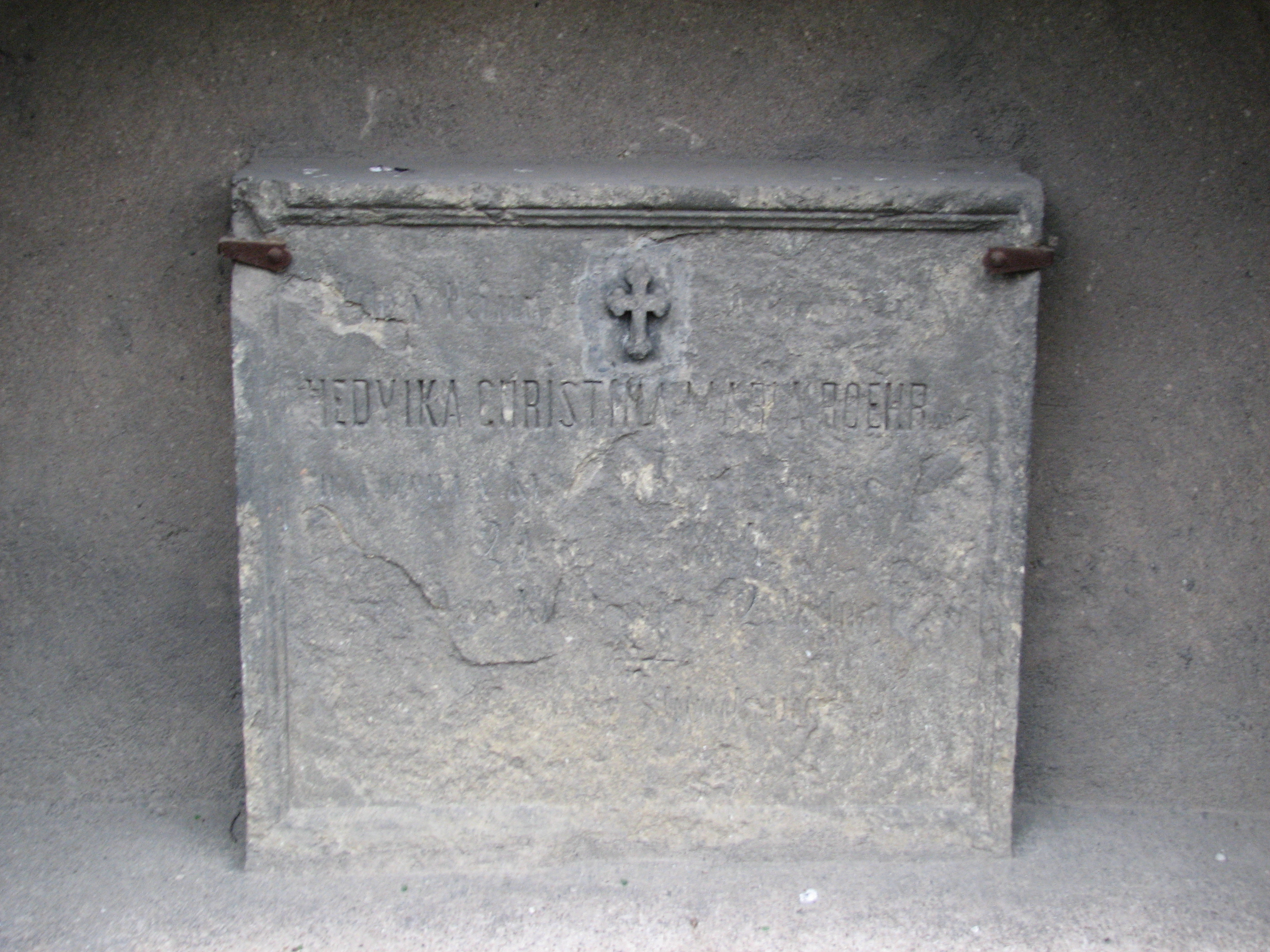
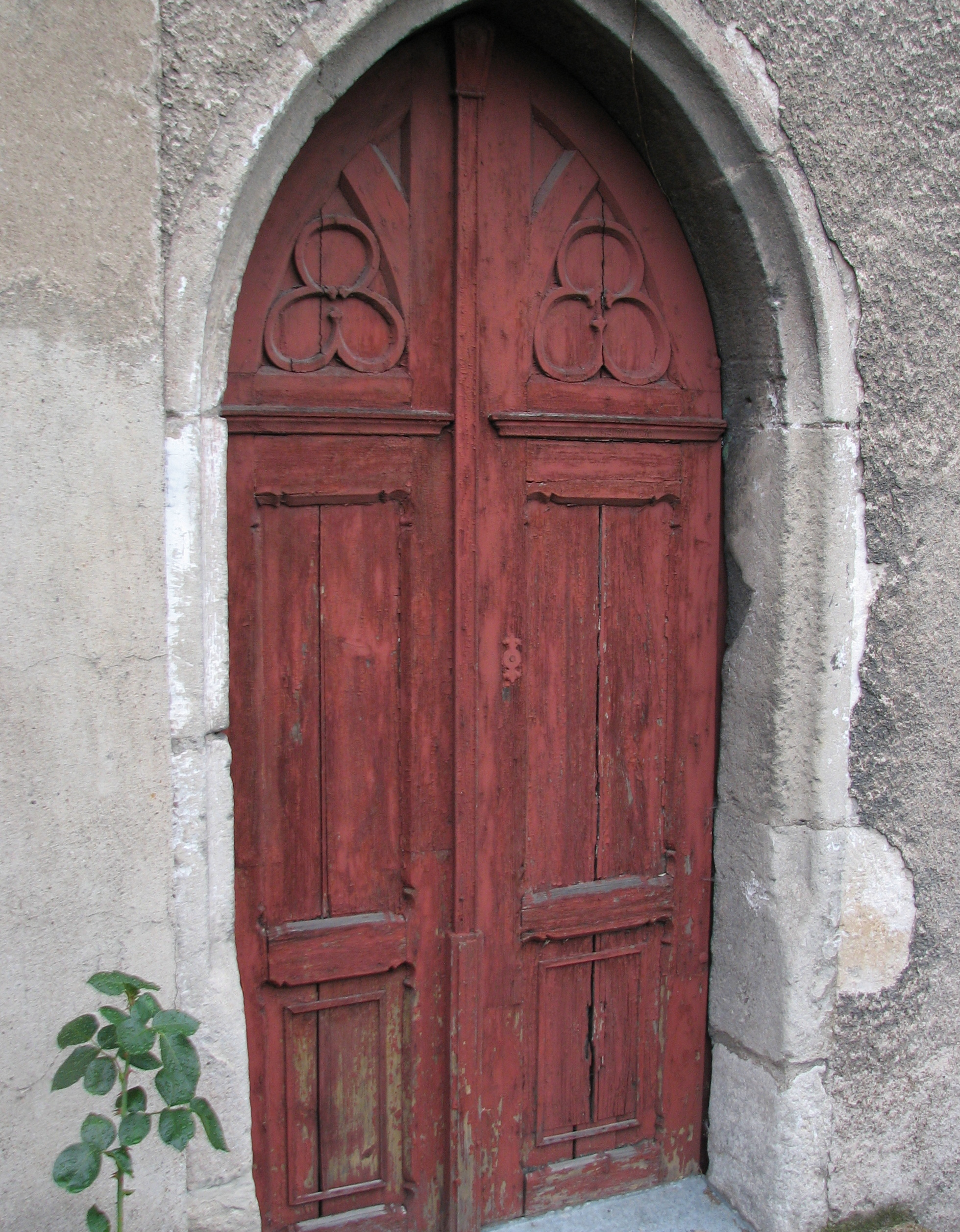
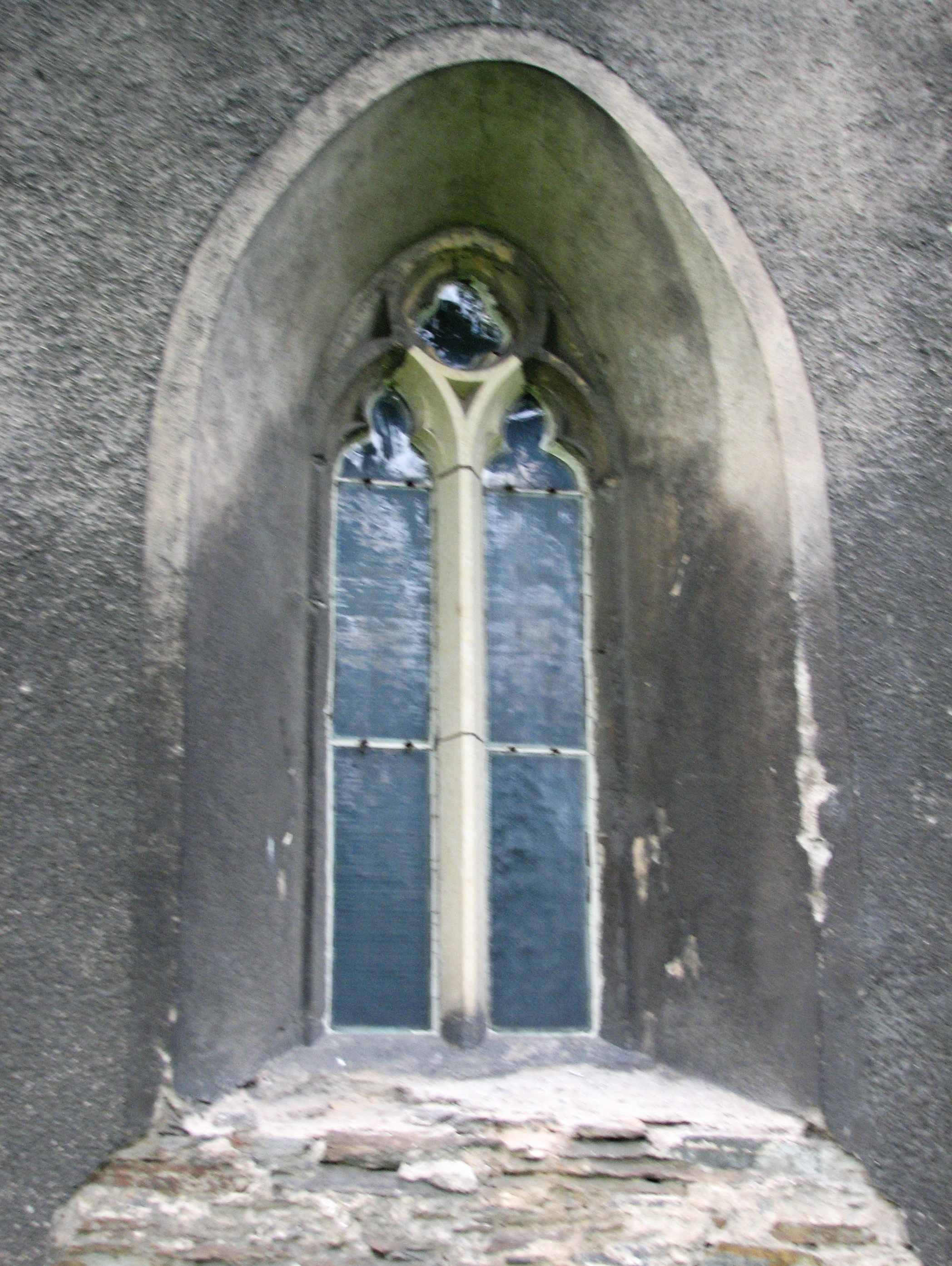
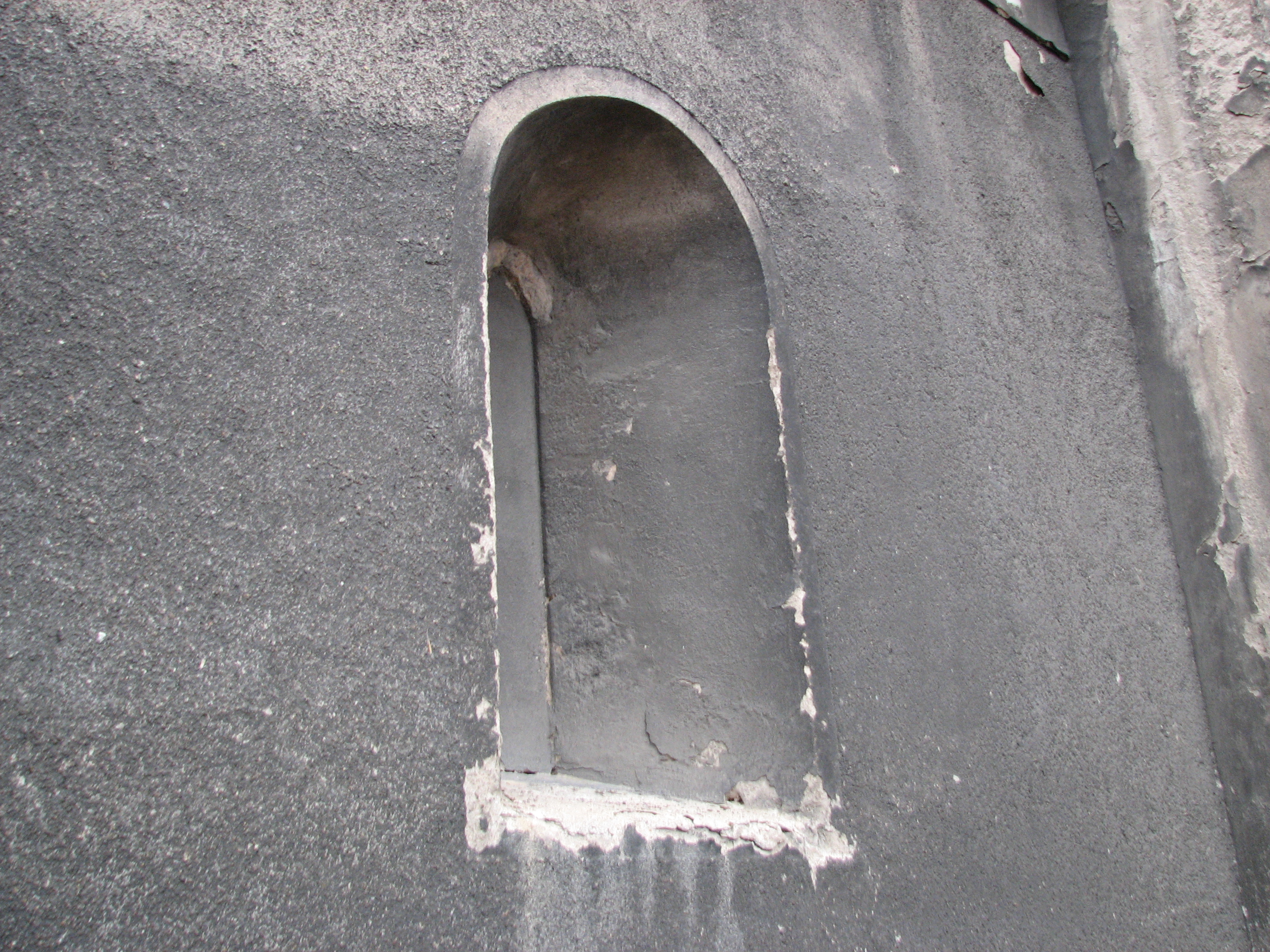
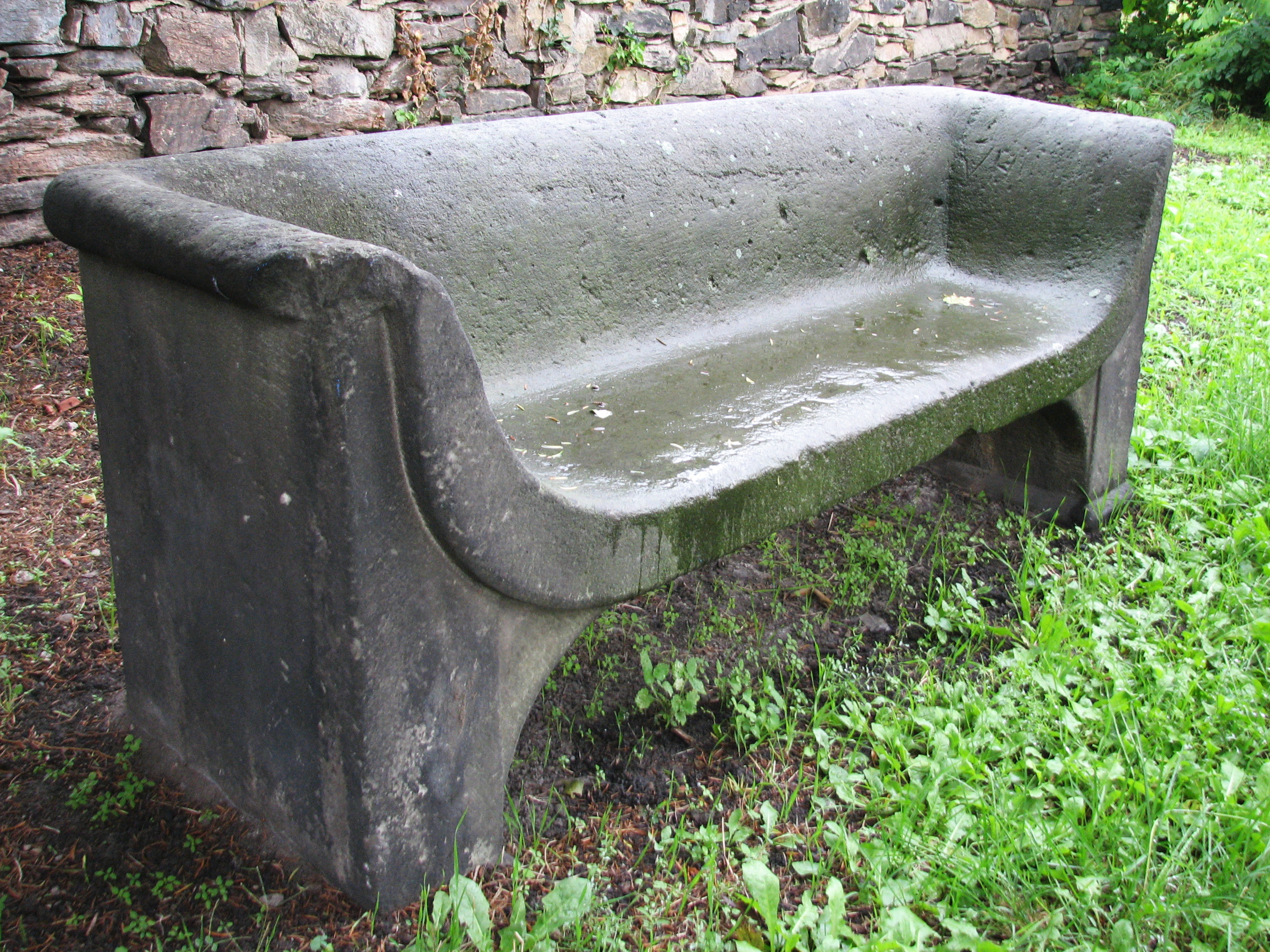
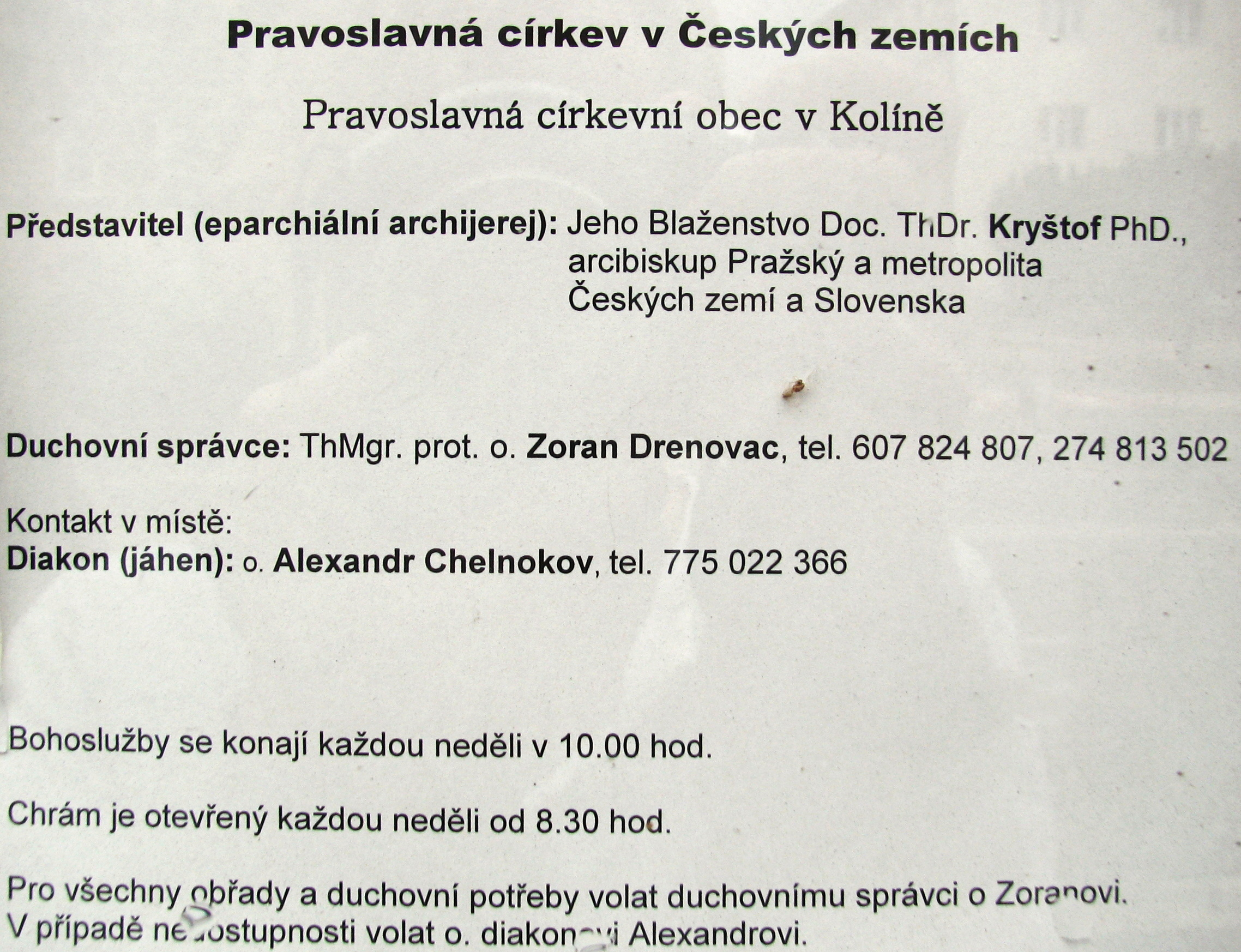
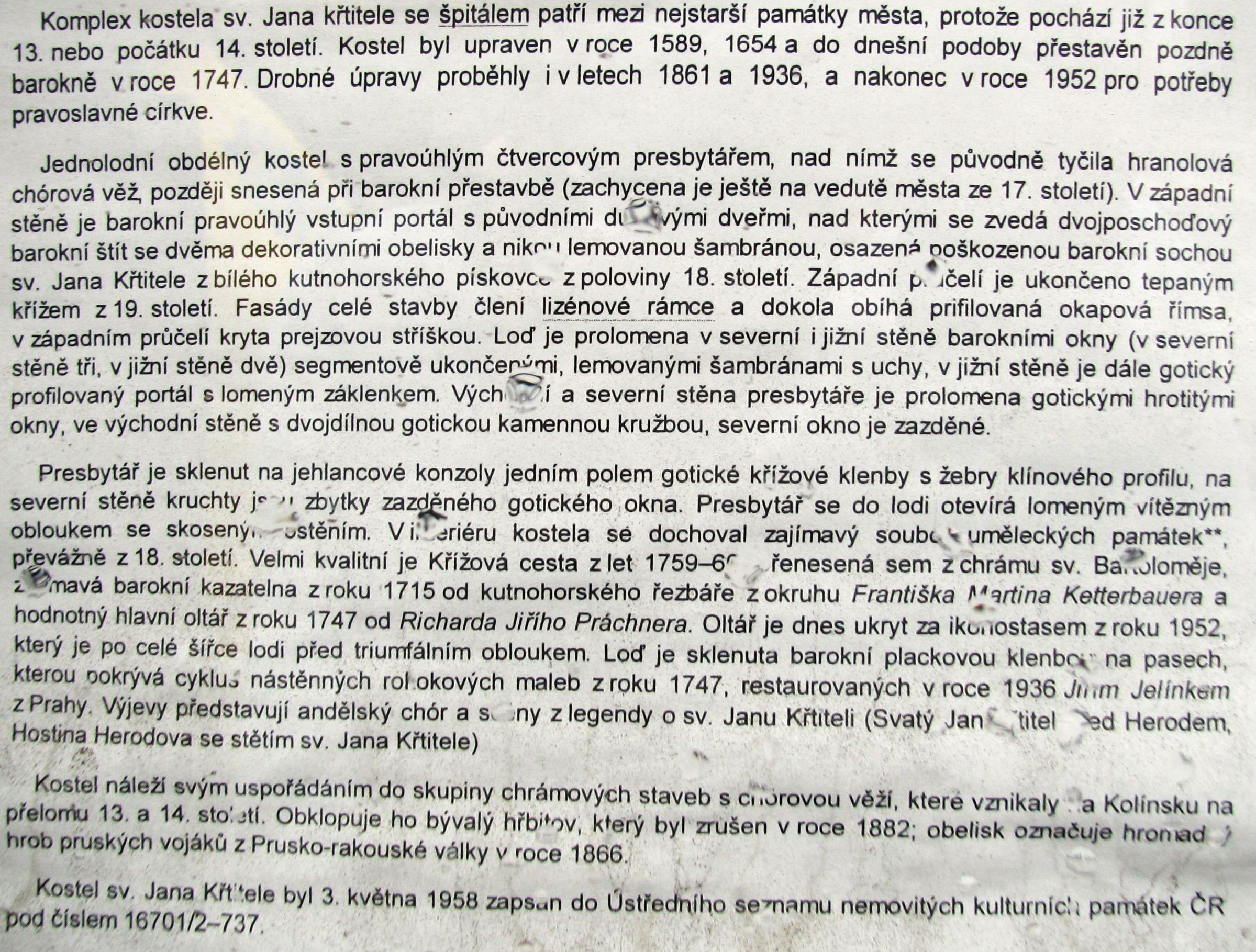
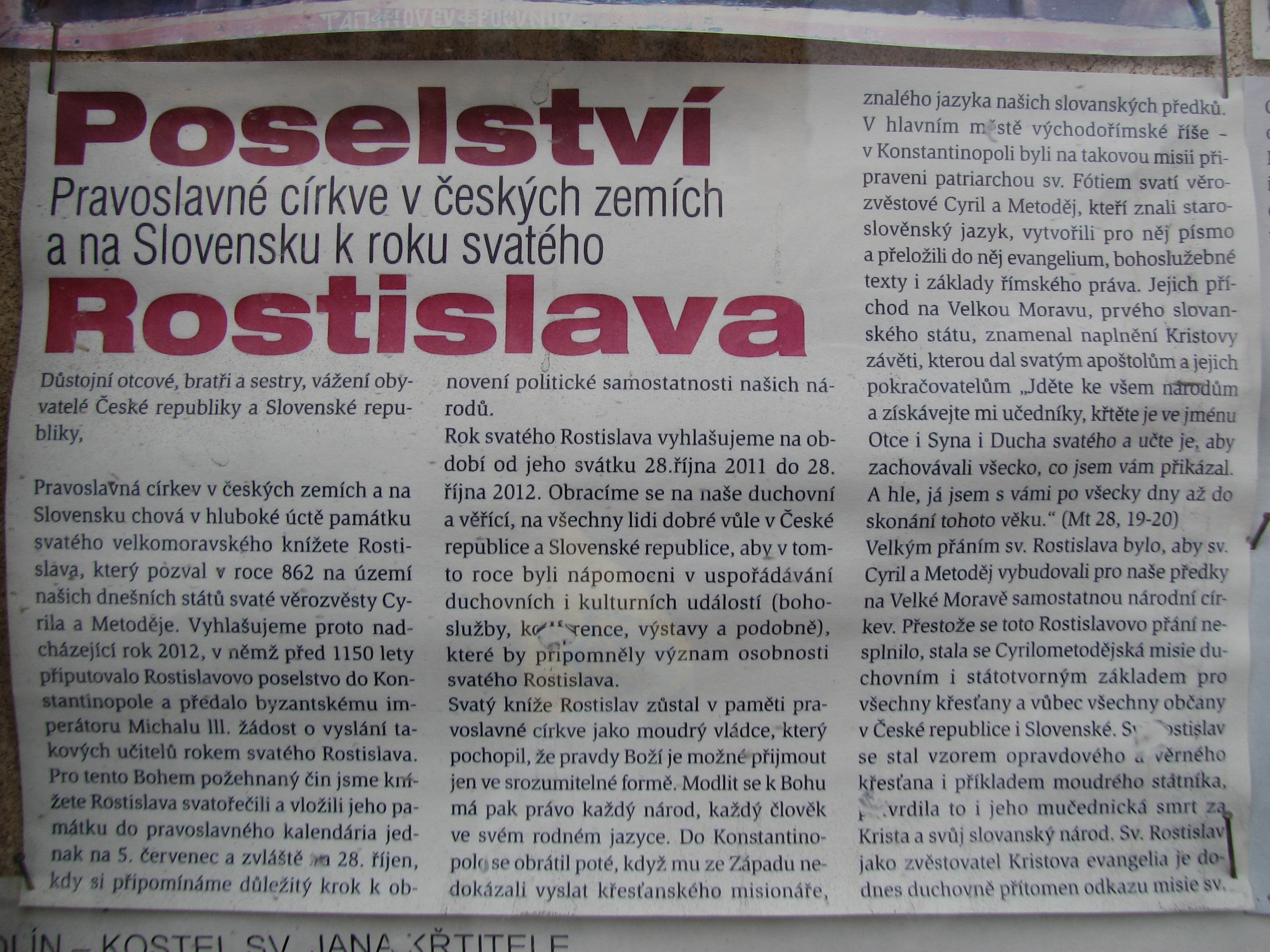